# 29806 Eviesobczak
A 29806 Eviesobczak (ideiglenes jelöléssel (29806) 1999 CQ98) a Naprendszer kisbolygóövében található aszteroida. A LINEAR projekt keretében fedezték fel 1999. február 10-én.